# Verordnung über die Fachkunde und Zuverlässigkeit der Immissionsschutzbeauftragten
Die Verordnung über die Fachkunde und Zuverlässigkeit der Immissionsschutzbeauftragten (6. BImSchV) legte die Anforderungen fest, die an einen Immissionsschutzbeauftragten zu stellen waren. Die Verordnung konkretisierte die Anforderungen, die sich aus § 55 Abs. 2 des Bundes-Immissionsschutzgesetzes ergaben.
Der Inhalt der 6. BImSchV ist – ausgedehnt auf Störfallbeauftragte – 1993 in die Verordnung über Immissionsschutz- und Störfallbeauftragte (5. BImSchV) übernommen worden. Mit deren Inkrafttreten wurde die 6. BImSchV aufgehoben.